# شهرستان امونس (داکوتای شمالی)
شهرستان امونس، داکوتای شمالی (به انگلیسی: Emmons County, North Dakota) یک سکونتگاه مسکونی در ایالات متحده آمریکا است که در داکوتای شمالی واقع شده‌است.

## خصوصیات
شهرستان امونس ۴٬۰۲۷٫۴۵ کیلومترمربع مساحت دارد.